# چیکو مارکس
چیکو مارکس (انگلیسی: Chico Marx؛ ‏ ۲۲ مارس ۱۸۸۷ – ۱۱ اکتبر ۱۹۶۱) بازیگر و نوازنده پیانو اهل ایالات متحده آمریکا بود. وی بین سال‌های ۱۹۲۶ تا ۱۹۵۹ میلادی فعالیت می‌کرد.
از فیلم‌هایی که وی در آن نقش داشته‌است، می‌توان به خطر طنز، بیسکوییت حیوانی، شبی در اپرا، سوپ مرغابی، یک روز در مسابقه، عاشق‌پیشه و چرندیات اشاره کرد.